# Dịch chuyển tức thời

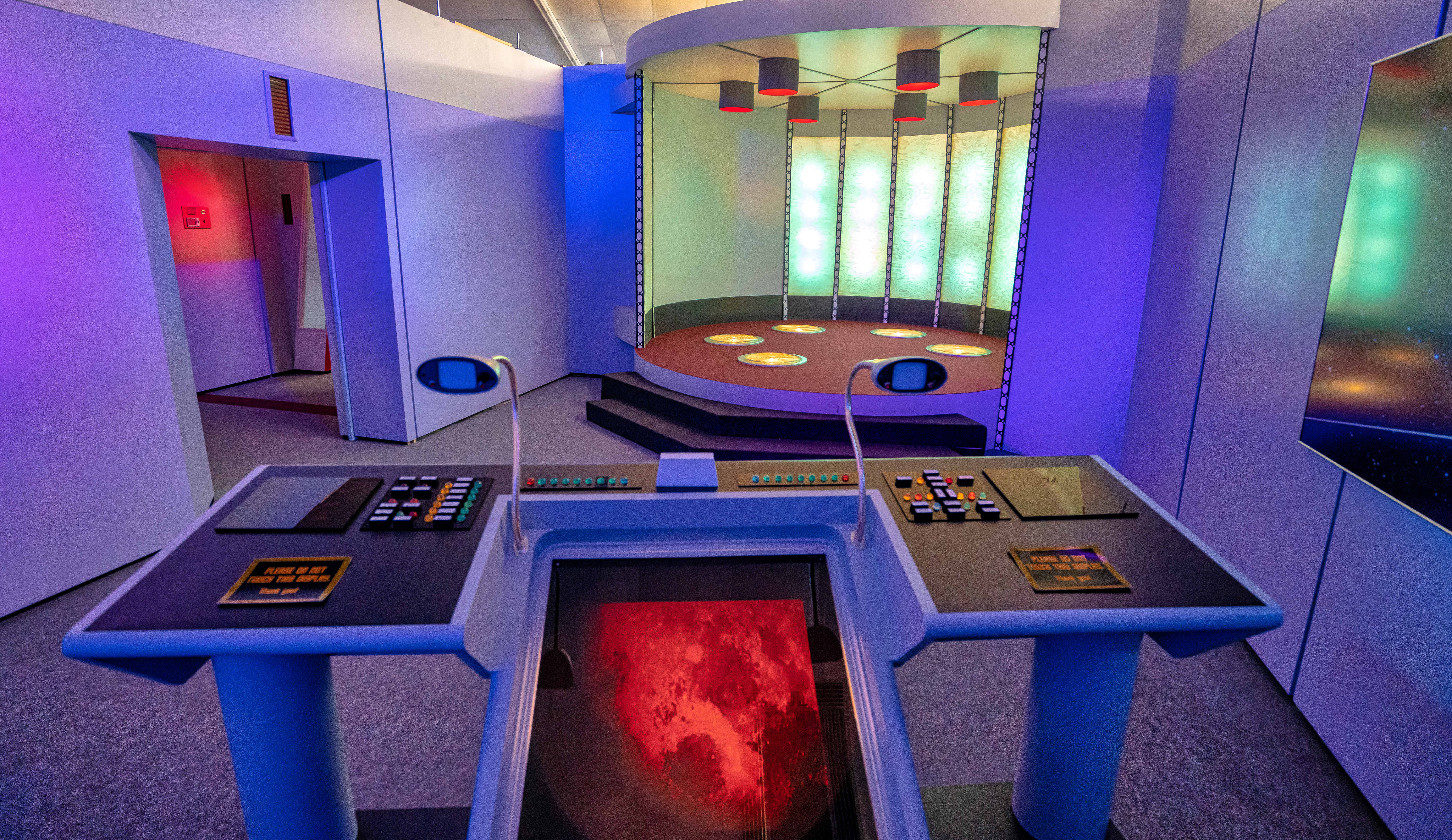
Phòng dịch chuyển tức thời trong phim Star Trek.

Dịch chuyển tức thời, theo giả thuyết, là sự dịch chuyển của vật chất hay năng lượng từ một điểm này đến một điểm khác mà không cần phải đi qua không gian vật lý giữa chúng. Đây là một chủ đề phổ biến trong các tiểu thuyết khoa học giả tưởng, phim truyện, video game, và chương trình truyền hình.